# Saint-Forgeux
Saint-Forgeux este o comună în departamentul Rhône din sud-estul Franței. În 2009 avea o populație de 1.389 de locuitori.

## Evoluția populației
| An        | 1975 | 1982  | 1990  | 1999  | 2006  | 2009  |
| --------- | ---- | ----- | ----- | ----- | ----- | ----- |
| Populație | 970  | 1.096 | 1.232 | 1.353 | 1.357 | 1.389 |